# Tahu Laran
Tahu Laran (Tetum für das „Schlammige Innere“ oder „Schlammige Herz“) ist eine Aldeia der osttimoresischen Landeshauptstadt Dili im Suco Caicoli  (Verwaltungsamt Vera Cruz). Der Süden ist Teil des Stadtteils Balide, dessen Zentrum sich südlich befindet. In der Aldeia Tahu Laran leben 864 Menschen (2015).

## Lage

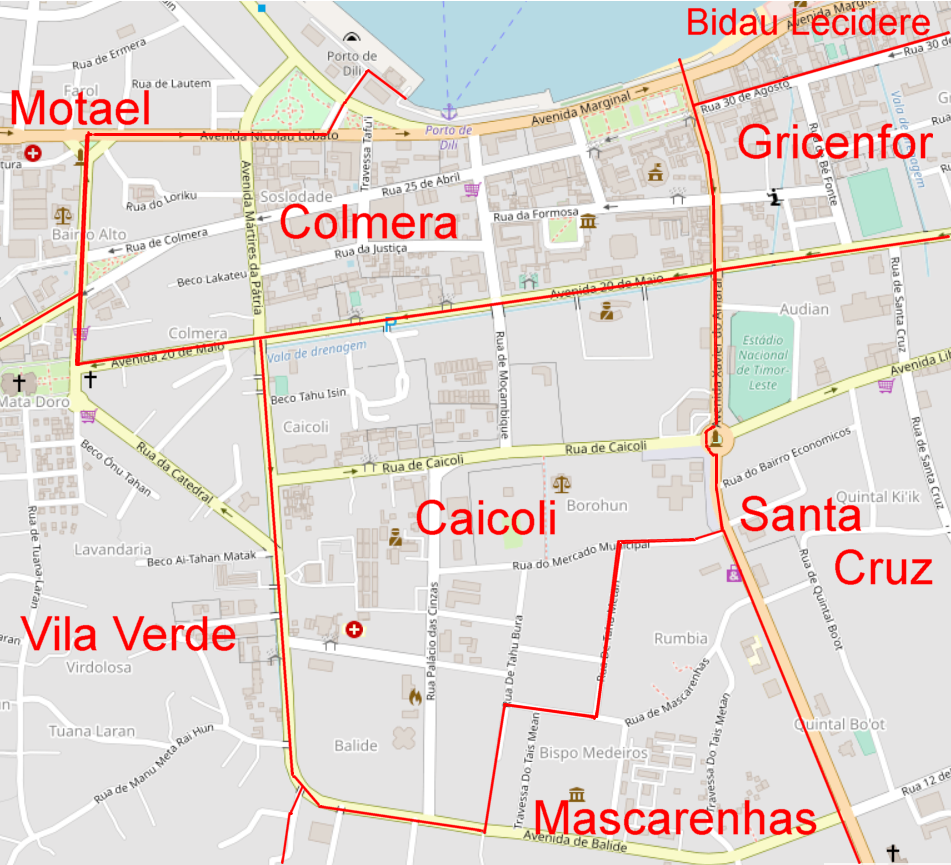
Straßenkarte der Sucos Caicoli und Colmera

Die Westgrenze zum Suco Vila Verde bildet die Avenida Mártires da Pátria (ehemals Av. Mouzinho de Albuquerque), die im Süden nach Osten abbiegt und als Avenida de Balide die Grenze zum Suco Mascarenhas anzeigt. Nach Norden bildet die Rua de Caicoli die Grenze zur Aldeia Centro da Unidade. Im Osten folgt die Grenze Tahu Larans weitgehend der Rua Palácio das Cinzas, nur im äußersten Süden reicht die Aldeia darüber hinaus bis zur Rua de Tahu Bura.

## Einrichtungen
Im Norden, zwischen Rua de Caicoli, Rua Palácio das Cinzas, Travessa da Rumbia und Avenida Mártires da Pátria, befinden sich die Distriktszentrale der Nationalpolizei (PNTL), das Gesundheitszentrum Vila Verde, das Secretariado Técnico de Administração Eleitoral (STAE), das Zentrum für wissenschaftliche Forschung (Centro Nacional de Investigação Científica) der Universidade Nasionál Timór Lorosa’e (UNTL), der Verwaltungssitz der Gemeinde Dili und der Sitz des Rádio e Televisão de Timor-Leste (RTTL).
Im März 2015 wurde an der Travessa de Rumbia der Neubau der Igreja Ebenezer, des Sitzes der Evangelisch-Presbyterianischen Kirche Osttimors (Igreja Evangélica Presbiteriana de Timor Leste), mit einem weithin sichtbaren Glockenturm eingeweiht. Im Süden von Tahu Laran finden sich außerdem das Nationale Direktorat für Zivilschutz und Feuerwehr und das Büro für Forstwirtschaft des Landwirtschafts- und Fischereiministeriums. Im Süden liegt eine große Freifläche, die für den Gartenanbau genutzt wird.

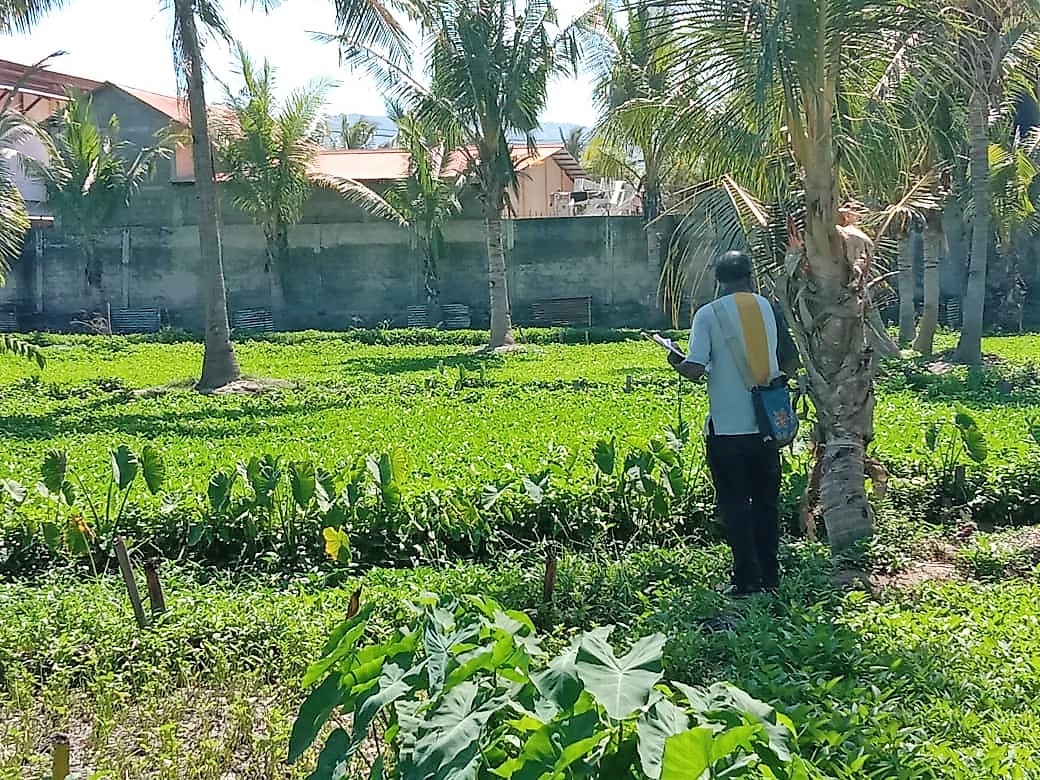
Felder im Süden der Aldeia
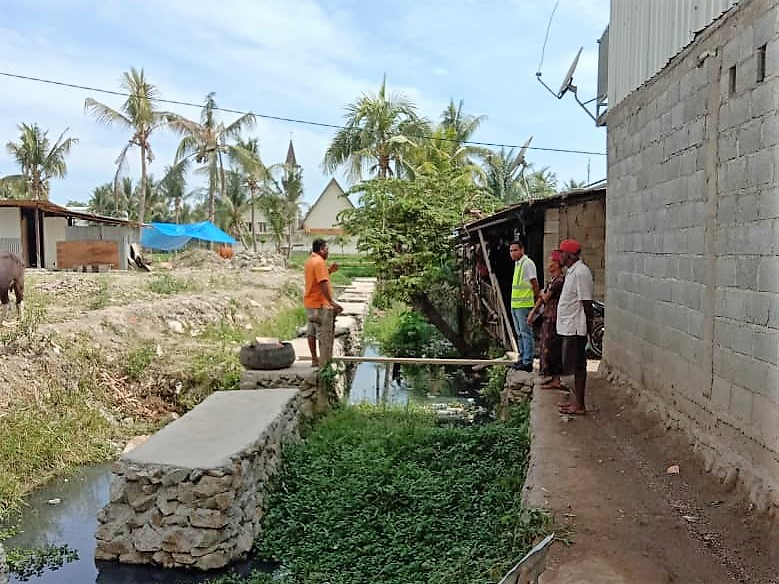
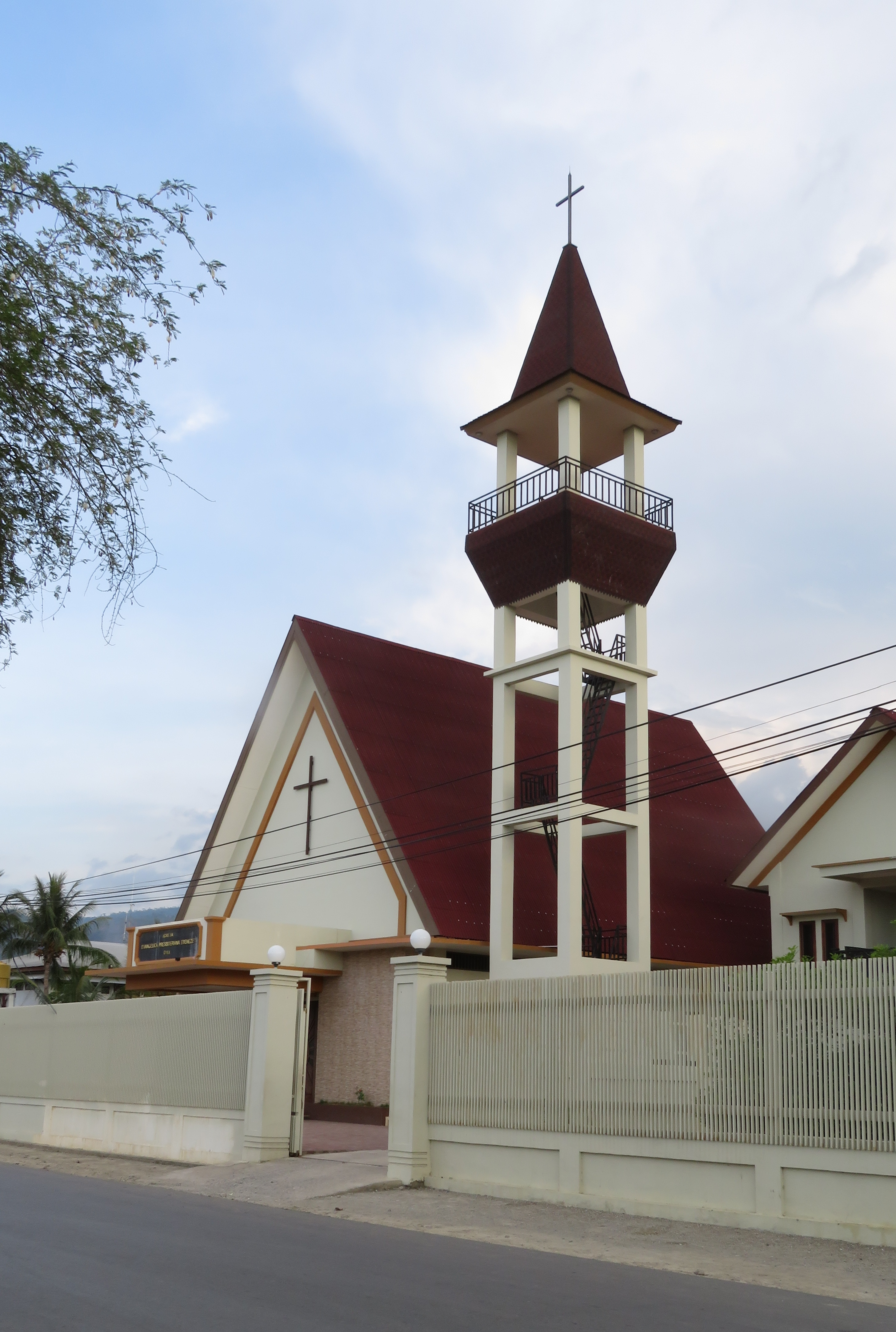
Igreja Ebenezer
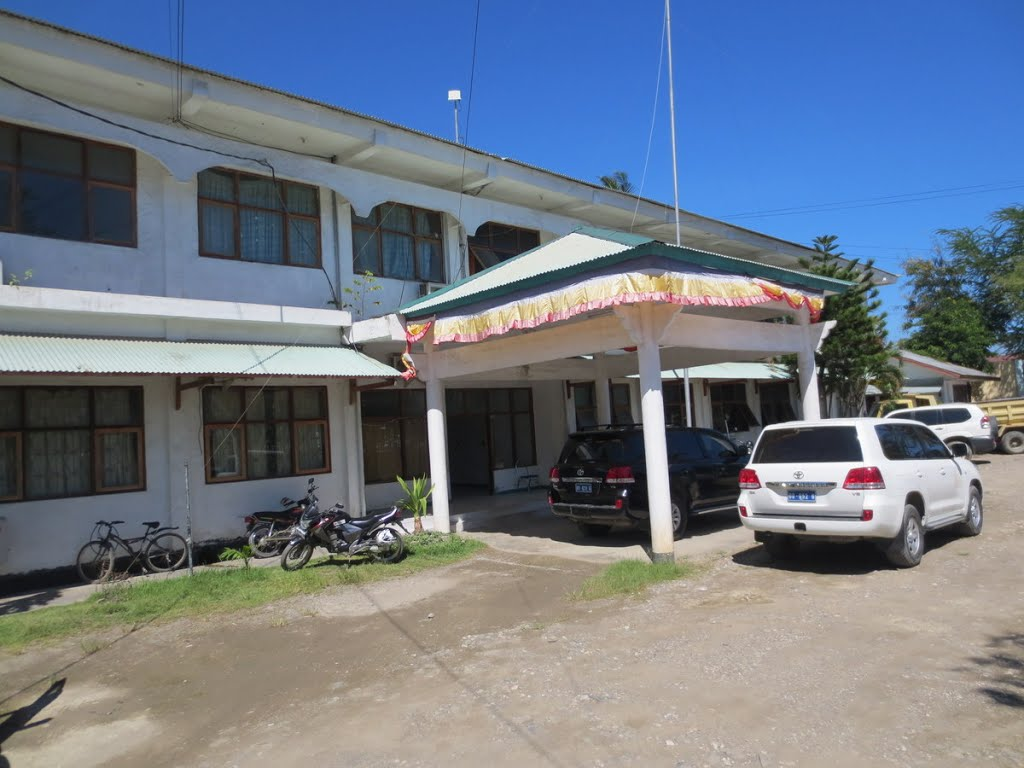
Büro für Forstwirtschaft